# Phytoecia waltli
Phytoecia waltli är en skalbaggsart som först beskrevs av Gianfranco Sama 1991.  Phytoecia waltli ingår i släktet Phytoecia och familjen långhorningar. Inga underarter finns listade i Catalogue of Life.